# Hedychium efilamentosum
Hedychium efilamentosum är en enhjärtbladig växtart som beskrevs av Hand.-mazz. Hedychium efilamentosum ingår i släktet Hedychium och familjen Zingiberaceae. Inga underarter finns listade i Catalogue of Life.